# My Bromance: Reunion
My Bromance: Reunion (tailandés: พี่ชาย, RTGS: Phi Chai), también denominado My Bromance Special Episode: Reunion, es un cortometraje tailandés de temática BL y LGBT dirigido por Nitchapoom Chaianun. Estrenado el 18 de mayo de 2015 se trata de la continuación de los hechos narrados en la película My Bromance, dirigida por Chaianum en 2014, que obtuvo amplia repercusión en su país natal. Está disponible para su visualización en su idioma original con subtítulos en inglés en plataformas como YouTube.

## Sinopsis
El grupo de amigos del instituto de Golf y Bank se reúnen en una casa para pasar un día de vacaciones. Ya no están cursando estudios en el instituto sino en la universidad pero siguen manteniendo contacto entre todos. Mientras disfrutan en la piscina con juegos, bromas y diversión aparece Golf (Teerapat Lohanan) quien ya en otras ocasiones ha invitado a sus amigos a compartir ratos con el. Con ello se demuestra que, contrariamente a lo narrado previamente, Golf no falleció de una enfermedad cerebral como le hicieron creer a Bank. Y aunque algunos amigos manifiestan su penar y añoranza porque Bank no se encuentre con ellos en la conversación se revela que la idea de hacer creer a Bank que Golf ha fallecido es de sus padres.
Tras el accidente que sufrieron Golf y Bank, por el que Golf le donó un riñón, él mantiene una vida normal con secuelas pero prosigue con los estudios. Considera que el hecho de hacerle creer a Bank que ha fallecido es una buena idea para que le olvide y pase página de esa relación sentimental tan mal vista por sus padres. Pero también les pide a sus amigos que sigan entregándole un regalo, de su parte, en el cumpleaños de Bank. Sin embargo en las miradas del resto de los chicos se percibe la tristeza y que, en el fondo, no están muy de acuerdo con la situación porque son ellos quienes están día a día con Bank.
Posteriormente en una conversación entre Golf y Tar (Worakamon Nokkaew) este último le pregunta si en algún momento Golf se olvidará de sus amigos. Este responde que nunca podrá olvidarlos porque han afrontado muchos buenos y malos momentos y que, en definitiva, aunque ahora viva de esa manera siempre podrá contar con ellos. Finalmente todos acaban en la piscina excepto Golf.

## Reparto
- Teerapat Lohanan - Golf
- Kanthitat Atsawametanon
- Worakamon Nokkaew - Tar
- Wachiraporn Attawut - Jieb
- Varatchaya Comemamoon - Paam
- Naradon Namboonjit - Tued

## Recepción
El cortometraje obtiene valoraciones positivas en los portales especializados. En Mydramalist.com con 86 puntuaciones obtiene una valoración de 6,9 sobre 10.

"Voy a decir esto en pocas palabras: DEBES ver esto si has visto la película. Es impactante e increíble, ¡y no entiendo cómo sucedió esto!.(...) Todos menos Bank saben la verdad, ¿cómo pueden mantenerlo en secreto para siempre?. Esperemos que la segunda parte responda a todas las preguntas planteadas en este cortometraje. Esta es la mejor continuación desde "Quién disparó a JR Ewing" en Dallas o la locura de Melrose Place."
j7259 en mydramalist.com 